# Bruno Buzek
Bruno Buzek (* 13. Juli 1911 in Retz; † 8. Juli 1973 in Korneuburg) war ein österreichischer Architekt.

## Leben
Nach seinem Studium an der Wiener Kunstgewerbeschule bei Franz Cizek und Josef Hoffmann sowie an der Akademie der bildenden Künste bei Clemens Holzmeister wurde Buzek dessen Assistent. Buzek arbeitete in Berlin, Freiburg im Breisgau, Goslar, Zeitz und Althaldensleben, bevor er vor Beginn des Zweiten Weltkrieges nach Wien zurückkehrte, wo er Hotels, Industriebauten, Kaffeehäuser, Werksiedlungen und Wohnhäuser plante und baute.
Der drei Mal verheiratete und zwei Mal geschiedene Bruno Buzek war in Berlin seit 1937 in erster Ehe mit der österreichischen Trickfilmzeichnerin, Graphikerin und Kinderbuch-Illustratorin Susi Weigel verheiratet. Gemeinsam hatten sie zuvor die Innenarchitektur jenes Kaffeehauses „Café Industrie“ (später „Café Koralle“) gestaltet, das Susi Weigels Eltern gehörte. Später gestalteten Buzek und Weigel auch noch die im Souterrain des Café Koralle gelegene „Koralle Bar“ sowie die Einrichtung der Kontrollbankräume.
Seit 1950 war Buzek Mitglied der Wiener Secession. Er wurde am 20. Juli 1973 in einem Grab auf dem Neustifter Friedhof (Gruppe A, U37) bestattet.

## Literarische Spuren
Der Name Bruno Buzek wird in Konrad Bayers Roman „Der sechste Sinn“ in der berühmt gewordenen Begrüßungsexzess-Passage erwähnt: „gillo dorfles gab ives acker die hand. ives acker gab bruno buzek die hand. bruno buzek gab felix heybach die hand. felix heybach gab dr. jirgal die hand.“

## Werke (Auswahl)
- Wettbewerbsentwurf Primitivsiedlungshaus (gemeinsam mit dem Hoffmann-Schüler Alfred Bartizal) (1932)
- Café Industrie, Wien 9, Porzellangasse 39 (gemeinsam mit Susi Weigel) (1936)
- Entwürfe für Holzhäuser (1936)
- Kapsch-Werke, Wien 12, Wienerbergstraße 47 / Wagenseilgasse 8 / Wurmbgasse 19 (großteils zerstört) (1939–40)
- Edelstahlwerke Gebrüder Böhler, Waidhofen an der Ybbs (gemeinsam mit Alfred Schmid, Walter Schwarz und Hans Walch) (1938–44)
- Schmid-Stahlwerke, Liezen
- Rottenmanner Eisenwerke, Rottenmann
- Entwurf Einfamilienhaus (1949)
- Pavillon der Austria Tabakwerke auf der Constructa Hannover (1951)
- Pavillon der verstaatlichten Betriebe Österreichs auf der Constructa Hannover (1951)
- Bar Koralle, Wien 9, Porzellangasse 39 (gemeinsam mit Susi Weigel) (1951)
- Augensanatorium Höchenschwand, Schwarzwald
- Wohnhausanlage der Gemeinde Wien, Wien 12, Ruckergasse 54-60 (mit den Architekten Karl Hauschka, Herbert Prehsler und Karl Molnar) (1953–1954)
- Anton-Figl-Hof, Wien 14, Hernsdorferstraße 22-32 (mit den Architekten Harald Bauer, Fritz Böhm-Raffay, Friedrich Lang, Karl Musel und Rudolf Pamlitschka) (1956-1958)

## Auszeichnungen
- Staatspreis (1932)
- Rompreis (Österreichische Staatsreisestipendium) (1935)